# Teatro Nuovo (Mirandola)
Il Teatro Nuovo è un teatro situato a Mirandola, in provincia di Modena.
Inaugurato nel 1905, prese il posto dell'antico teatro Greco realizzato nel 1791 all'interno del castello dei Pico.

## Storia

### La tradizione teatrale mirandolese

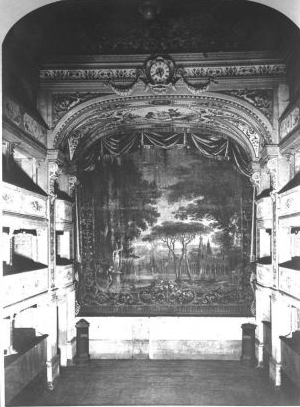
L'antico Teatro Greco Corbelli realizzato nel alla fine del '700 dentro al castello dei Pico

Nel 1789 il conte Ottavio Greco Corbelli chiese ed ottenne dal duca Ercole III d'Este di allestire un teatro moderno all'interno del castello dei Pico, che all'epoca alloggiava le milizie estensi del Ducato di Modena. A tal fine, su progetto dell'architetto Giuseppe Maria Soli, vennero adattati due saloni del castello, realizzando una sala decorata a tre ordini di palchi e con cavea a ferro di cavallo. Vennero altresì approntati grandiosi apparati scenici, come richiesto dalla tradizione teatrale del tardo XVIII secolo.
Il teatro Greco Corbelli, inaugurato ufficialmente il 29 settembre 1791, entrò in decadenza nell'ultimo ventennio dell'Ottocento fino alla chiusura nel 1894. Tuttavia, le cronache locali registrano una straordinaria (una delle prime in Italia) proiezione cinematografica realizzata il 31 ottobre 1896 dall'inventore-fotografo mirandolese Italo Pacchioni, pioniere del cinema italiano. Nel 1903 il prefetto Tamburini ordinò la definitiva chiusura del Teatro Greco per ragioni di pubblica sicurezza.
In epoca successiva, all'interno dell'ex teatro Greco Corbelli venne allestito il Cinema Pico, chiuso alla fine degli anni 1980.

### Un nuovo teatro

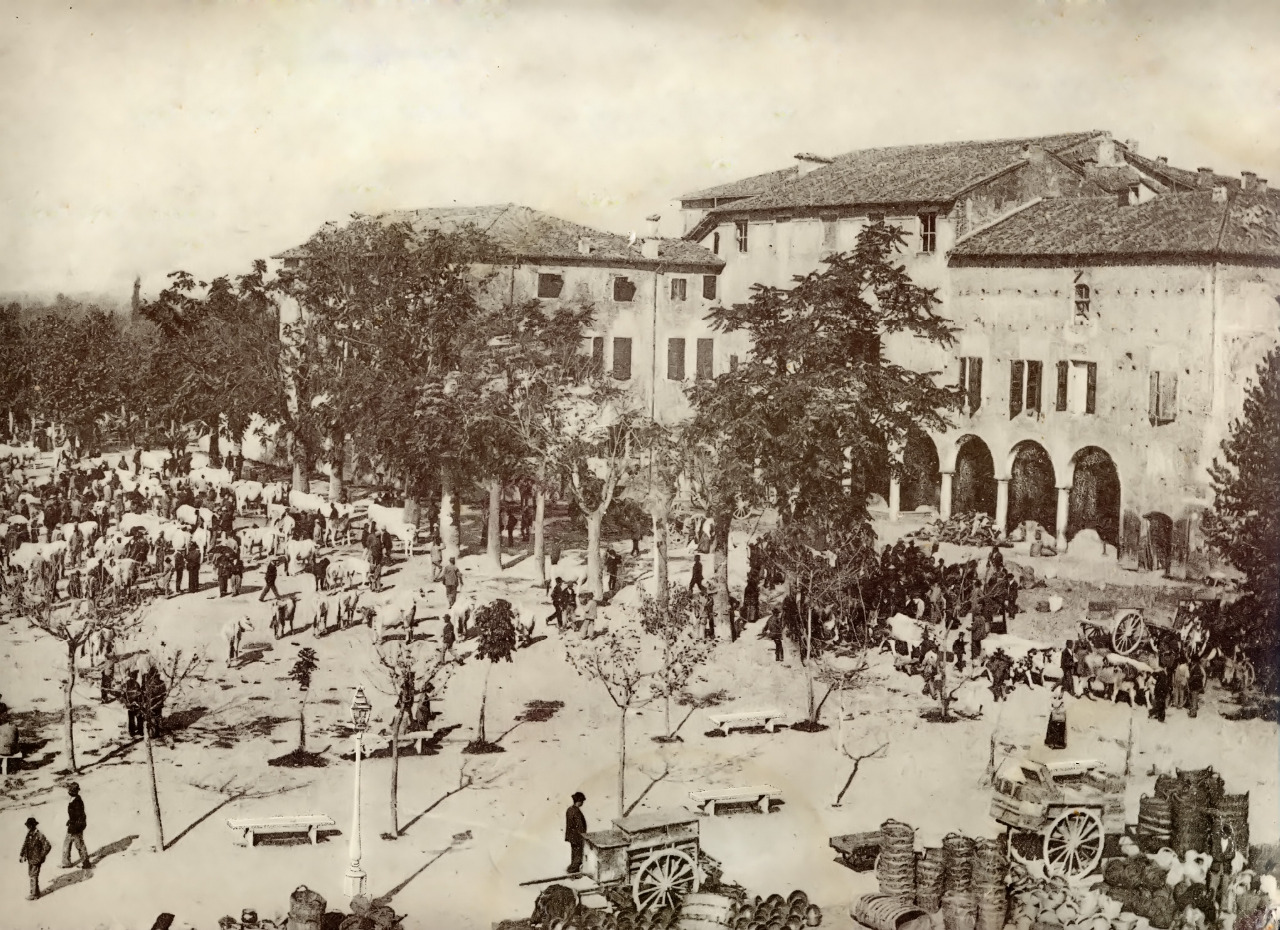
Mercato del bestiame nel 1902, nello spiazzo in cui sarà realizzato il Teatro Nuovo

All'inizio del XX secolo le esigenze musicali della cittadinanza avanzarono la richiesta di realizzare una struttura teatrale moderna: a tale scopo venne costituito un comitato per la costruzione di un teatro sociale, raccoglendo l'adesione di molti cittadini e l'aiuto economico della Cassa di risparmio di Mirandola e dell'amministrazione comunale, che decise così di mettere a disposizione per il prezzo di 3.000 lire un terreno di 1.500 m² liberato a seguito dello smantellamento dell'arsenale dei Pico, a fianco del Corso Umberto I (attuale piazza della Costituente), utilizzato all'epoca per il mercato all'aperto del bestiame.
Nel 1904 l'edificazione venne affidata all'ingegnere bolognese Lorenzo Colliva, che si ispirava al progetto di Vincenzo Maestri che nel 1895 aveva realizzato il Teatro Storchi di Modena. Visto il gran numero di adesione di amanti della musica, il progetto venne ampliato, aumentando il numero dei palchi da 38 a 65 e la spesa che fu stimata in 130.000 lire. I lavori iniziarono il 4 aprile 1904. Le modifiche e migliorie eseguite in corso d'opera portarono il costo di realizzazione a 200.000 lire.
Fin dall'inaugurazione, il Teatro Nuovo fu dotato di un impianto di illuminazione elettrica all'avanguardia per l'epoca, che alimentava un grande lampadario artistico retrattile a scomparsa nel soffitto.
Il 16 settembre 1905 il Teatro Nuovo fu inaugurato con la rappresentazione dell'opera musicale La Gioconda di Amilcare Ponchielli. L'8 ottobre successivo venne organizzato un concerto di beneficenza per le vittime del terremoto della Calabria.
Proprio di fronte al teatro era collocato il capolinea della tranvia di Mirandola a cavalli (smantellata nel 1924) che collegava il centro cittadino con la stazione ferroviaria situata nella frazione di Cividale.

### Terremoto del 2012
Il Teatro Nuovo è stato gravemente danneggiato dal terremoto dell'Emilia del 2012, che lo ha reso quasi del tutto inagibile, esclusi l'ingresso (utilizzato in seguito come punto informativo), il foyer e il bar. Dopo sette anni e mezzo di abbandono, nell'ottobre 2019 l'Unione comuni modenesi Area nord ha affidato all'associazione temporanea di imprese Edilstrade Building, Kairos Restauri e Mei Tecnologie e Costruzioni i lavori di recupero ed adeguamento antisismico, che dureranno circa due anni e avranno un costo di 2,97 milioni di euro. I lavori di restauro sono iniziati il 7 maggio 2020, ma sono stati interrotti poi nel luglio 2022 per problemi tecnici; nel febbraio 2023 la Giunta comunale annuncia che il consorzio di imprese aggiudicatarie dell'appalto ha chiesto un risarcimento di due milioni di euro.

## Architettura

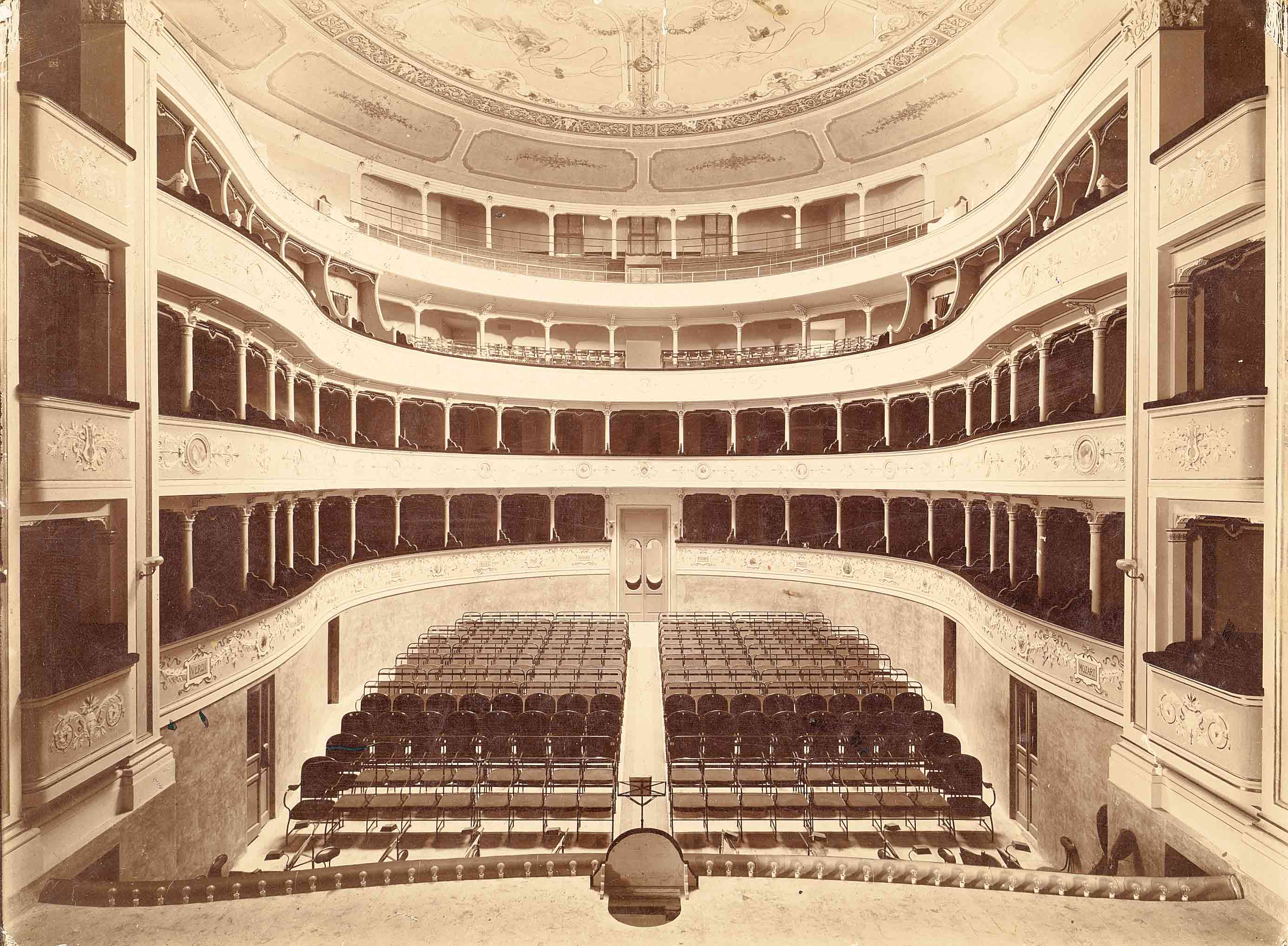
L'interno del teatro (anno 1906)

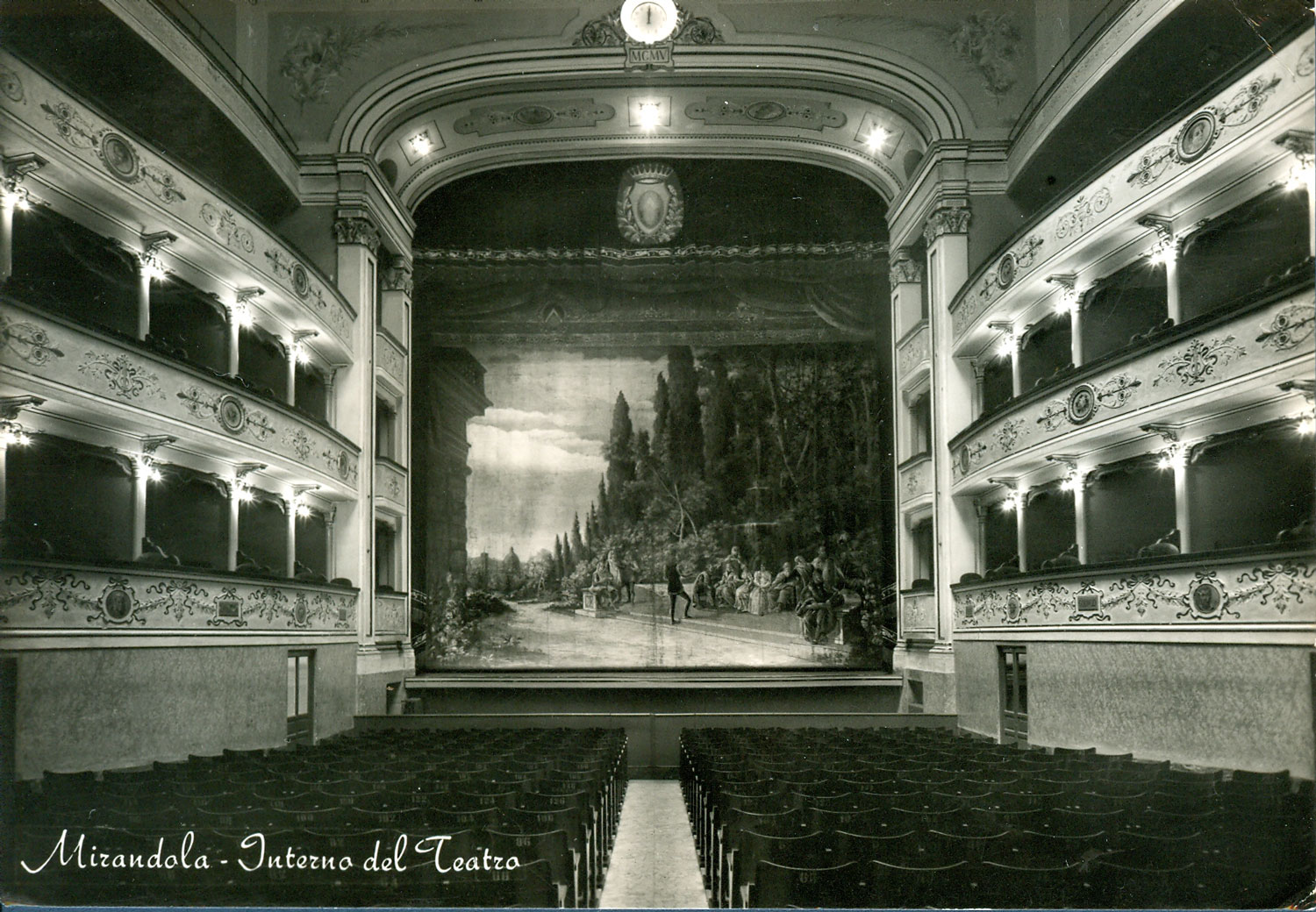
Il palcoscenico del teatro intorno agli anni 1950

Il teatro è realizzato in stile eclettico tardo ottocentesco, con vistosi intenti di monumentalità.
La facciata dell'edificio, ispirata a quella del Teatro Storchi di Modena, è strutturata in un corpo centrale arricchita da un'elegante terrazza sorretta da un portico con pilastri arricchiti da capitelli in stile corinzio, da cui si accede al foyer, e sormontata da un timpano. Ai lati vi sono due corpi aggettanti che ospitano la biglietteria (a destra) e il bar del teatro (a sinistra). La sequenza delle finestre, alte al primo piano e piccole al secondo piano, prosegue sui fianchi.
L'interno è quello tipico del teatro all'italiana: la sala a ferro di cavallo ha tre ordini di palchi e un loggione a galleria. Il soffitto della cavea è decorata con affreschi che raffigurano le cinque arti antropomorfe che danzano al suono di campanelli. I palchi sono realizzati con ricchi decori con le icone dei compositori più noti all'epoca, intervallate con fiori e figure femminili. Il sottopalco ospita l'orchestra. Il sipario originale, realizzato da Leonardo Bastiglia, e restaurato in occasione del centenario del teatro, raffigura Giovanni Pico della Mirandola nel giardino di Boboli a Firenze.
Dietro le quinte, vi è un ampio retropalco e sette camerini, oltre a sale di prova per orchestra e coro. Sul muro meridionale delle quinte vengono tradizionalmente affisse le locandine degli spettacoli del passato.

## Uso

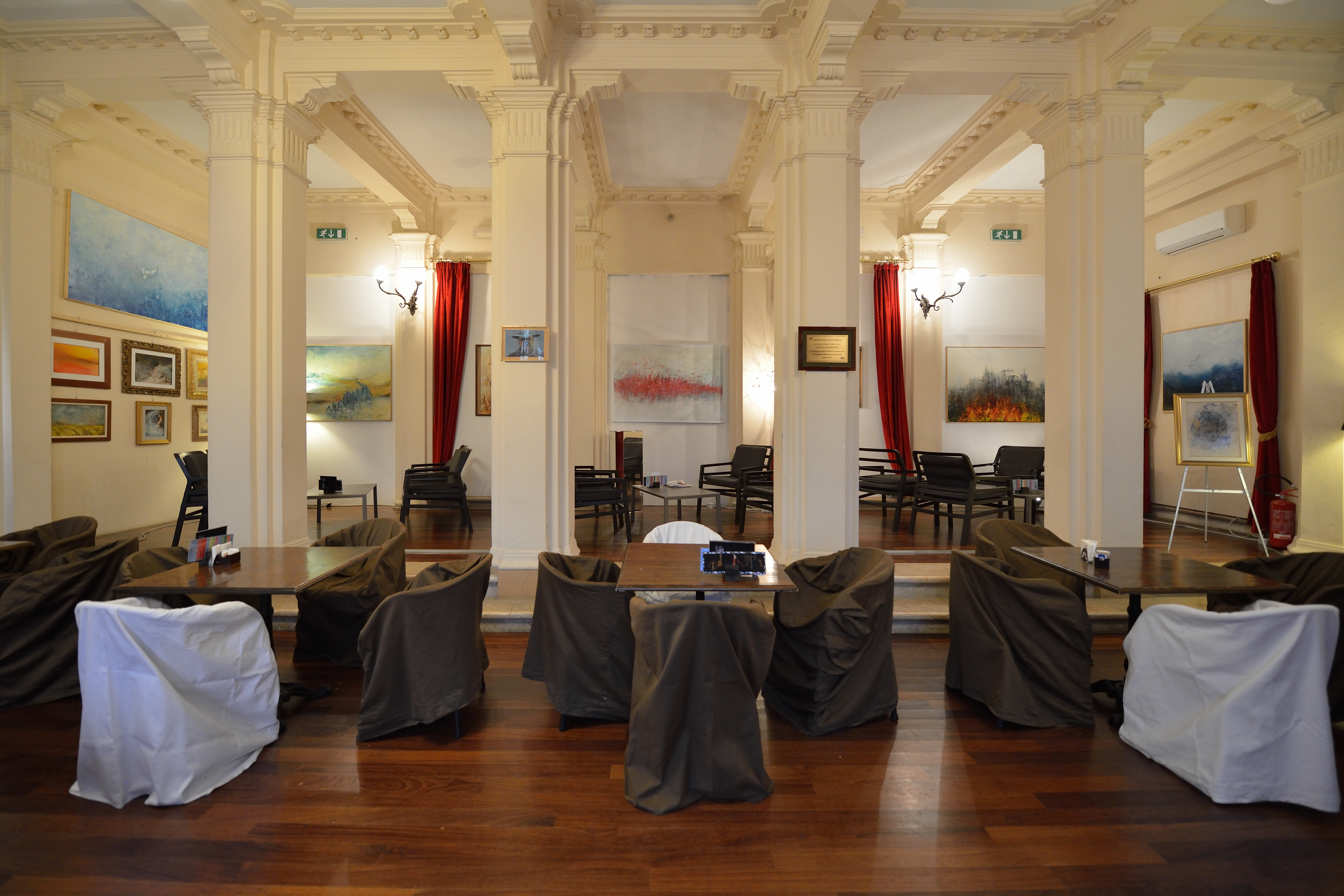
Foyer del Teatro Nuovo di Mirandola

Oltre alle opere musicali e teatrali, il teatro venne utilizzato anche per feste danzanti, proiezioni cinematografiche, conferenze, concorsi musicali (Castello d'oro) e spettacoli vari, tra cui si ricordano quelli di Fatima Miris e nel dicembre 1959 una famosa puntata di Campanile sera con Enzo Tortora e Mike Bongiorno, quando Mirandola sfidò i cittadini di Vasto: dopo un vantaggio strepitoso di 7-0, i concorrenti Vasto riuscirono a rimontare e a vincere per 3 a 9.
Il foyer del teatro ha ospitato spesso mostre d'arte contemporanea e locale, specie in occasione della fiera campionaria. Durante gli intervalli degli spettacoli, vengono aperte le porte del foyer comunicanti internamente con il Caffè del Teatro (il quale è altresì accessibile direttamente da piazza della Costituente), disposto su due piani.